# Чаплыгин, Пётр Николаевич
Пётр Николаевич Чаплы́гин (1896—1948) — советский актёр театра, Заслуженный артист Карельской АССР (1938), Народный артист Карело-Финской ССР (1943).

## Биография
Родился в Москве в семье служащего-железнодорожника и актрисы.
В 1914 г. окончил 1-е Московское реальное училище.
Учился в театральной школе артистки Московского художественного театра С. В. Халютиной и в студии Е. Б. Вахтангова.
С 1916 года выступал в театрах Оренбурга, Смоленска, Самары, Нижнего Новгорода, в театре политотдела 5-й армии Восточного фронта в годы Гражданской войны.
В 1931 г. вместе с супругой артисткой А. И. Шибуевой поступил в Петрозаводский театр русской драмы.
Первым из актёров Карельской АССР был удостоен звания Заслуженного артиста КАССР в 1938 году.
Выступал с труппой театра на Карельском фронте в годы Великой Отечественной войны.
В 1945 г. актёру была присуждёна премия Комитета по делам искусств СССР на Всесоюзном смотре спектаклей русской классики.
Избирался депутатом Верховного Совета Карело-Финской ССР I-го созыва (1940—1947).
За 17 лет работы в театре сыграл более 100 ведущих ролей, в том числе на национальную карельскую тематику.
Умер 10.03.1948. Похоронен на Зарецком кладбище г. Петрозаводска
Известен портрет П. Н. Чаплыгина работы Г. А. Стронка, написанный в 1947 г. В настоящее время хранится в Музее изобразительных искусств Республики Карелия

## Основные роли
- Кречинский (А. Сухово-Кобылин «Свадьба Кречинского»)
- Шванди (К. Тренёв «Любовь Яровая»)
- Петруччио (В. Шекспир «Укрощение строптивой»)
- Чацкий (А. С. Грибоедов «Горе от ума»)
- Колесников Л. Леонов «Нашествие»)
- Лаврецкий (И. Тургенев «Дворянское гнездо»)
- Юсов (А. Островский «Доходное место»)
- Карташов (братья Тур и Л. Шейнин «Кому подчиняется время»)
- Генри Хиггинс (Б. Шоу «Пигмалион»)